# 泵
泵，或称唧筒，又作幫浦，是一種移動流体（有時也包括泥漿）的裝置，可能透過加壓，也可能透過其他的方式。泵运（Pumping）又称泵送、抽运，是指泵的运作，可将液体或分子从一个位置移动到另一个位置。泵一般是將電能轉換為液壓能或是氣壓能。
泵有許多不同的應用，例如水井泵、水族箱過濾、池塘過濾以及水曝氣，汽車產業中用在水冷系統以及燃料噴射裝置，能源產業用在油井泵、天然气井，或是暖通空調系統中運作冷卻塔以及其他元件。在醫療衛生產業中，在藥品的開發和製造時會用到泵，泵也可作為人工臟器，例如人工心臟以及人工陰莖，
有些泵裡有二個或多個泵的機構，流體會依序經過這些機構，這類的泵稱為多級泵（multi-stage pump）。
人類及動物的心臟可說是天然的泵，它把血液输送到身體各個部分。生物體內也有許多不同種類的泵（包括化學泵）。有時也會用仿生學來發展新型的泵。

阿基米德螺杆示意图

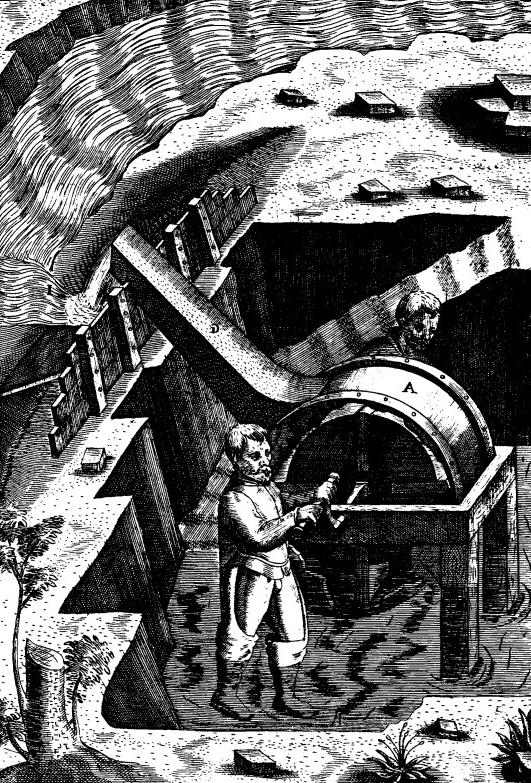
1588年，阿戈斯蒂诺·拉梅利关于水泵的插图

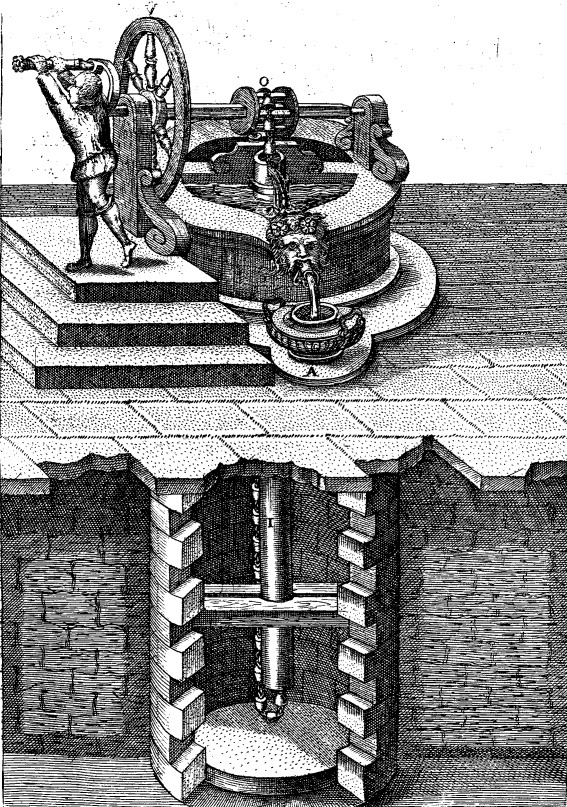
1588年，阿戈斯蒂诺·拉梅利关于链泵的插图

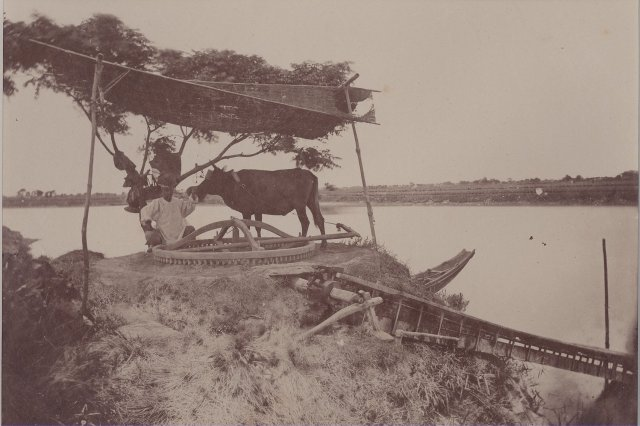
1870年中国河边的链泵

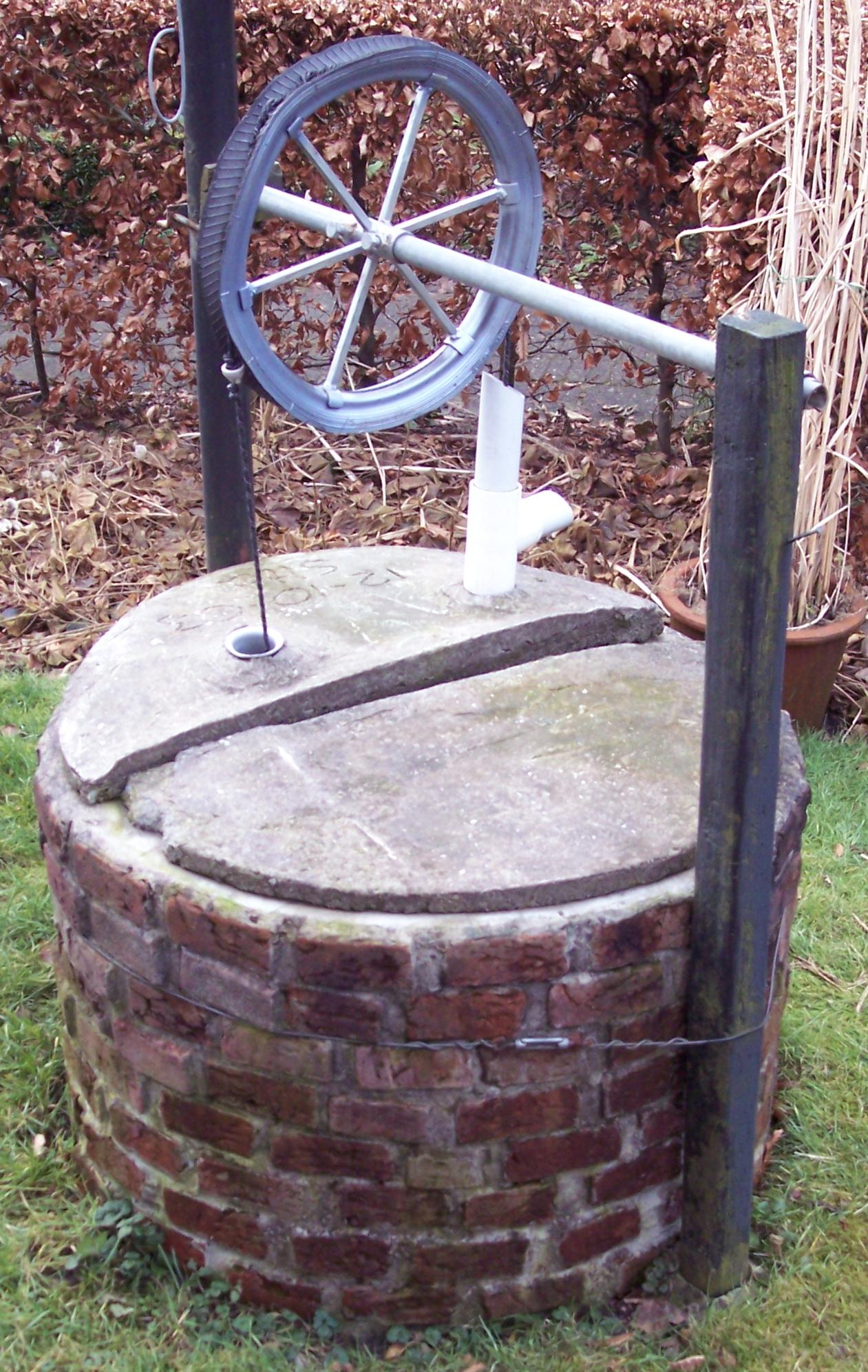
至今仍在世界很多地区使用的绳泵

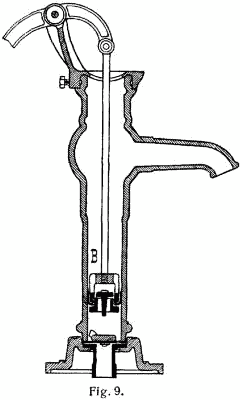
一種常見的手動式泵的剖面圖

油井和油泵的原理構造圖

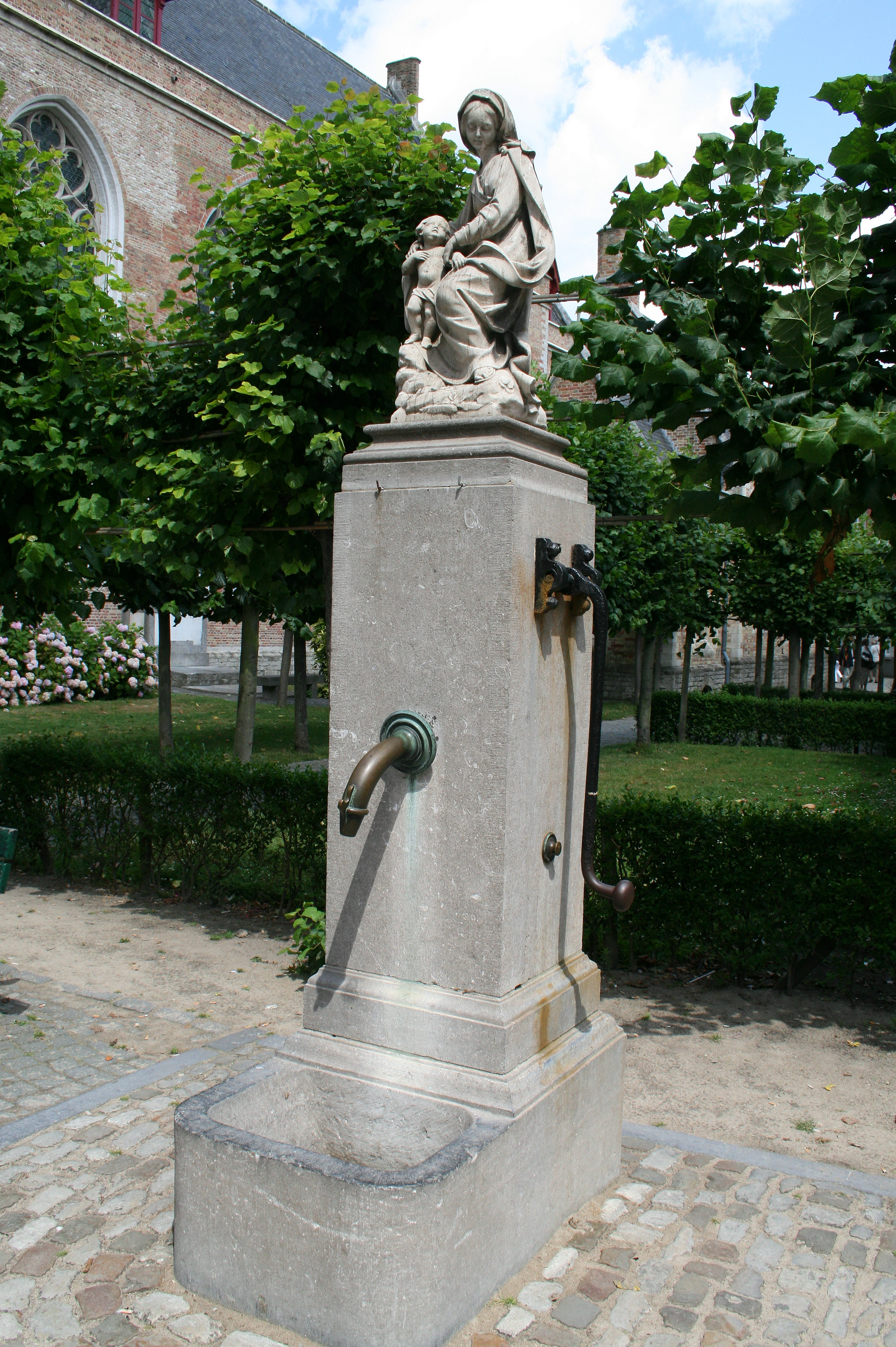

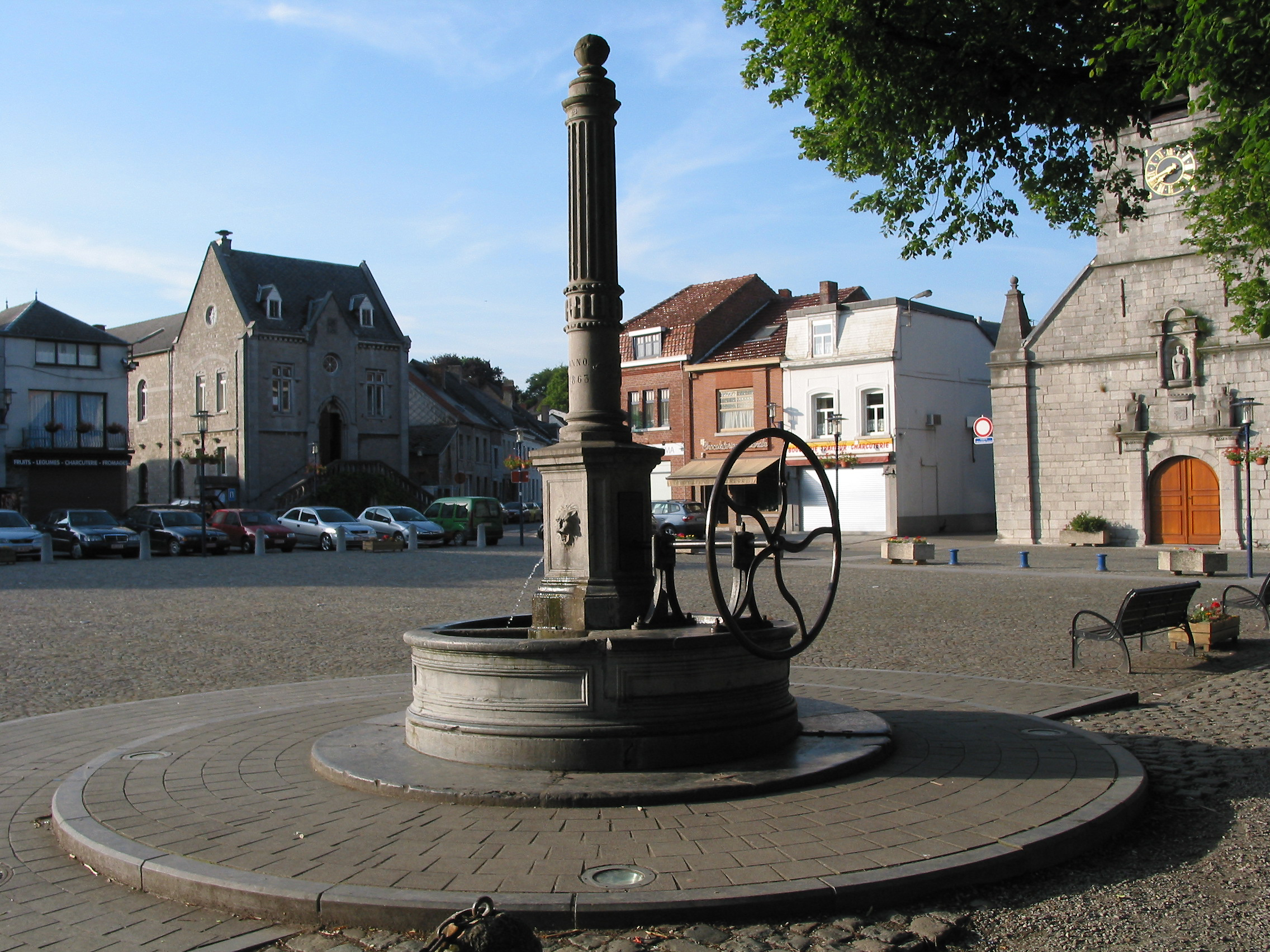

## 历史
最早的泵是在大約於公元前300年左右出現的，阿基米德發明了一種泵，稱為阿基米德式螺旋抽水機，至今仍有廠家在生產。
希腊人克特西比乌斯（公元前285-222年）发明的压力泵（force pump）是一种最原始的活塞泵。主要用来生产水柱以及从井口举起水。（至今还保存在古罗马时代的遗址上，如在英国的錫爾切斯特）。
中国历史上南北朝时期出现的方板链泵作为一种链泵（Chain pump）是泵类机械的一项重要发明。
- 1475年，意大利文艺复兴时期的工程师弗朗西斯科·迪·乔治·马丁尼（Francesco Di Giorgio Martini）在论文中提出了离心泵原始模型。
- 1588年，意大利人阿戈斯蒂诺·拉梅利（英语：Agostino Ramelli）自费出版了《阿戈斯蒂诺·拉梅利上尉的各种精巧的机械装置》（Le Diverse t Artificiose Machine delCapitano Agostino Ramelli）。（这部著作详细描述了许多二三百年以后制造成功并成为商品的工具和机械设备）。其中有关于链泵、水泵、滑片泵的描述。
- 大约在1590-1600年，齿轮泵被发明。
- 1635年，德国学者Daniel Schwenter描述了齿轮泵。
- 1650年，德国马德堡市市长奧托·馮·格里克发明第一台空气泵，不断改进后于1654年设计出真空泵。
- 1658年，爱尔兰化学，物理学家罗伯特·波义耳和英国博物学家，发明家罗伯特·胡克进行空气泵实验。
- 1675年，英国国王查理二世的御用机械师塞缪尔·莫兰（Samuel Morland）爵士，获得柱塞泵专利，他设计制造的水泵被当时英国国内众多的工业，船舶应用，以及如水井，池塘排水和灭火。
- 1680年，约旦出现简单的离心泵。
- 1685年，法国物理学家丹尼斯帕潘（Denis Papin）进行空气压缩泵高压实验。
- 1689年，丹尼斯·帕潘发明了直叶片的蜗壳离心泵，而弯曲叶片是由英国发明家John Appold于1851年发明的。
- 1720年，在伦敦城市的供水系统中开始使用柱塞泵。
- 1732年，英国人戈塞特（Gosset）和德维尔（Deville）发明隔膜泵。
- 1738年，荷兰人丹尼尔·伯努利的《Hydrodynamique》（流体力学）出版，提出白努利定律；1755年，瑞士人莱昂哈德·欧拉著作《General principles on the movement of fluids》（流体运动的一般原理）出版，提出理想流体基本方程和连续方程。奠定了离心泵设计的理论基础。
- 1746年，H.A.Wirtz设计出使用阿基米德螺旋用于提升水的螺旋泵。
- 1768年，威廉·科尔（William Cole）在船舶舱底中改进和引入链泵。
- 1772年，瑞典学者伊曼紐·斯威登堡提出汞真空泵设计。
- 大约在1781-1782年，绳泵的发明被首次描述。
- 1818年，在美国出现的具有径向直叶片、半开式双吸叶轮和蜗壳的马萨诸塞泵。
- 1849年，美国人亨利·沃辛顿(Henry Worthington)发明蒸汽直接作用的蒸汽泵，是一种最简单的活塞泵。
- 1852年，英国开尔文勋爵威廉·汤姆森提出了热泵的设想。
- 1857至1859年，亨利·沃辛顿发明水平、复式、直接作用，用于锅炉给水全双工蒸汽泵。
- 1857年，英国查尔斯·亨利·穆雷（Charles Henry Murray）获得链泵专利。
- 1865年，汞真空泵发明，用于解决碳丝灯泡的问题。
- 1868年，Stork Pompen公司在荷兰亨厄洛（Hengelo）成立，发明了混凝土蜗壳泵。
- 1870年，英国人威廉·汤姆森提出了射流泵的设计。
- 1875年，英国人雷诺兹（Reynolds）获得多级离心泵专利：主要是为了提高离心泵效率。
- 1877年，英国景崇（Shone）用于污水处理的气泵：包括喷射器。
- 1880年，英国Frizzle设计气举泵。
- 1890年，美国麻省Warren公司制造了第一台双螺杆泵。
- 1892年，美国Worthington公司制造用于世界上第一条油管（从宾夕法尼亚州至纽约）的油泵。
- 1900年，哈里斯（Harris）制造出空气压力泵。
- 1901年，美国拜伦·杰克逊（英语：BJ Energy Solutions）公司生产出深井垂直涡轮泵。
- 1902年，美国宾夕法尼亚州阿伦敦的Aldrich Pump公司制造了世界上第一台往复式正排量泵。
- 1904年，美国拜伦·杰克逊公司生产出潜水式电机泵。
- 1909年，盖德(W．Gaede)发明旋片泵并取得德国专利。
- 1912年，瑞士苏黎世安装了世界上第一个水源热泵系统，以河水作为低位热源的热泵设备用于供暖，并获得专利。
- 1916年，Aldrich公司制造出电机驱动的往复式泵。
- 1918年，美国拜伦·杰克逊公司制造出用于石油工业的热油泵。
- 1923年，格罗格（F. W. Krogh）提出旋喷泵的结构原理，旋喷泵也称皮托泵。随后研制出了闭式皮托泵。Worthington公司制造了世界上第一台离心锅炉给水泵，压力达到770巴（11165psi）。
- 1924年，美国Durco公司生产出专门设计用于化学加工的泵。
- 1927年，美国Aldrich公司生产出变冲程多气缸往复式泵。
- 1929年，荷兰Houttuin公司制造了欧洲第一台双螺杆泵。Byron Jackson公司生产出电厂中使用的双壳进给泵.
- 1931年，瑞典IMO公司发明并制造三螺杆泵。
- 1932年，法国工程师Moineau发明单螺杆泵（也叫莫诺泵），并由德国PCM泵公司制成产品。
- 1934年，鲍诺曼公司设计制造了外置轴承双螺杆泵。 United公司生产出用于回收石油的高压水和二氧化碳喷射泵。
- 1936年，米顿罗公司发明马达驱动计量泵。 气镇泵发明出现。
- 1937年，美国英格索兰-德莱赛公司（IDP）设计制造径向分离、从后面拉动的流程泵。
- 1942年，美国Pacific公司制造用于处理催化剂粉末的浆料泵.
- 1946年，美国HMD公司发明磁力泵。
- 1948年，美国拜伦·杰克逊公司生产出用于现代原子能发电的罐装泵原型。
- 1951年，美国拜伦·杰克逊公司制造用于第一艘核潜艇美国鹦鹉螺号的主进给泵。
- 1953年，美国拜伦·杰克逊公司制造鹦鹉螺号核潜艇的再循环泵。Durco公司生产出后拉式化学流程泵，是ANSI 标准的前身。
- 1958年，联邦德国的W.贝克首次提出有实用价值的涡轮分子泵，以后相继出现了各种不同结构的分子泵。
- 1960年，美国拜伦·杰克逊公司制造了于地下液化石油气存储设施中应用潜水式电机泵。
- 1961年，美国拜伦·杰克逊公司制造了用于核电厂的轴密封的冷却液泵。
- 1963年，美国LMI公司发明电磁驱动计量泵。
- 1965年，美国WILLIAMS公司发明气动计量泵。
- 1969年，美国英格索兰-德莱赛公司设计制造世界上最大的锅炉给水泵，功率为52200kW（70000马力）。
- 19世纪70年代，kobe公司制造出商用旋喷泵。
- 1972年，美国Pacific公司制造适用于原子能发电，已锻造外壳的核反应堆进给泵。
- 1976年，美国英格索兰-德莱赛公司制造迄今为止世界上最大的直立排水泵，额定流量为180000m3/h。
- 1982年，美国Aldrich公司制造出世界上最大的动力泵2985kW（4000hp），可通过800-1600km（500-1000英里）长的管道抽吸研磨的浆料。Pacific公司制造世界上最大的水喷射泵，功率为17900kW（24000马力）。
- 1983年，美国拜伦·杰克逊公司制造出用于美国最大的克林奇河增值核反应堆的液态钠泵。
- 1987年，美国拜伦·杰克逊公司制造出安装在世界上最大的石油存储洞的1120kW（1500hp）潜水式电机泵。
- 1990年，美国拜伦·杰克逊公司制造出安装在氦抽取设施中的世界上最大的垂直低温泵。
- 1992年，美国英格索兰-德莱赛公司设计制造出世界上最大的管道泵，功率为27590kW（37000马力），由空气涡轮发动机驱动。
- 2000年，美国HMD公司制造出屏蔽磁力驱动泵，是一种无泄漏泵。

## 種類
有些泵是沈沒在要抽取的流體中的，有些則是置放在流體之外運作。
泵可以依其運作方式分為電磁泵、正排量泵、impulse pump、動力泵、重力泵、蒸氣泵和無閥式泵。泵主要可以分成三種：正排量泵、离心泵和轴流泵。離心泵的流體流動方向在進入葉輪後會有90度的旋轉，而軸流泵的流體在進入葉輪後方向不會改變。

### 電磁泵
電磁泵是利用电磁学移動液態金屬、熔鹽、鹽水或是其他導電液體的設備。
電磁泵會將磁場施加在和液體行進方向垂直的方向，並且讓電流流過流體，因此產生電磁力使液體移動。
其應用包括在波峰銲機器中抽取熔化的銲料、抽取液態金屬冷媒、以及磁流體推進器。

### 正排量泵

Lobe pump的內部構造

Lobe pump的動作原理

正排量泵（positive-displacement pump）會限制一定量的流體，並施力使流體前進的泵。
有些正排量泵在入口側有漸漸擴張的空穴，在出口側則有漸漸收縮的空穴。流體在入口處空穴漸漸擴張時進入泵內，在出口空穴漸漸收縮時離開泵，在每一個運作循環之間，其容積均為定值。

### Impulse pump
Impulse pump是用氣體（多半是空氣）產生的壓力。有些脈衝泵會讓液體 (多半是水）中注入氣體，並讓氣體釋放，累積在泵的某處，產生壓力並使部份的液體往上移動。
Impulse pump包括:
- 液壓錘（英语：Hydraulic ram）泵–低揚程水的動能暫時儲存在氣泡的液压蓄能器內，以此讓水到較高的揚程。
- 脈衝泵（英语：Pulser pump）–利用天然資源，只利用其動能。
- 氣舉泵（英语：Airlift pump）–將空氣注入管內，當氣泡往上移時也使水往上昇。

Impulse pump除了用氣體循環累積和釋放的方式進行外，也可以用燃燒碳氫化合物來產生壓力。這類燃燒驅動的泵在燃燒時會透過致動膜傳遞衝量到流體。為了可以直接傳遞，泵的大部份材質都要由彈性體（例如矽橡膠）組成。因此燃燒讓薄膜膨脹，讓流體擠壓到旁邊的泵腔室內。第一個燃燒驅勳泵是由ETH Zurich所開發。

### 動力泵
轉子動力泵（或動力泵）是用增加流速來增加流體动能的泵。在流體離開泵時，流速變慢，增加的能量就會轉換為壓力。動能和壓力的轉換可以用热力学第一定律或伯努利定律來解釋。
動力泵可以用提昇速度的方式再作細分。
這類的泵有一些特點：
1. 能量連續
2. 增加能量和动能增加量的守恆
3. 動能增加量和揚能增加量的守恆

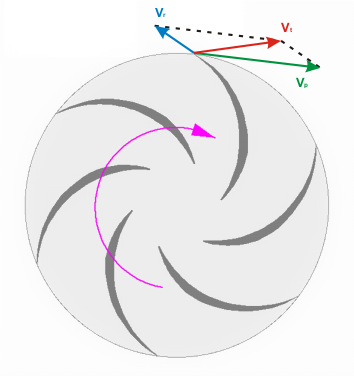
离心泵使用葉輪和backward-swept arms

動力泵和正排量泵有個差異，在於在閥關閉的條件下如何運作。正排量泵會讓流體移動，因此關閉出口的閥會讓壓力持續增加，會破壞泵或管線。動力泵在出口閥關閉的情形下，短時間下可以安全運作。

### 重力泵
重力泵包括虹吸和海倫噴泉。液壓錘有時也視為是重力泵。其中的流體是被重力所提昇。

### 蒸氣泵
蒸氣泵包括所有由蒸汽机驅動的泵，也包括托马斯·塞维利的無活塞泵以及蒸汽双缸泵，近來對蒸氣泵的研究多半是和歷史有關。
近來在開發中國家的小农對於小功率的太陽能蒸氣泵又有了興趣。蒸汽機越小，效率越低，因此使用小型蒸汽機的方案不可行。不過使用現代的工程材料配合其他的發動機組態，這類系統在性價比上有優勢。

### 無閥式泵
無閥式泵的原理在許多生醫或是工程系統中都有使用。無閥泵的系統中，不是用閥門或是實體的阻礙來調節流體的運動。而無閥式泵的效率不一定低於有閥的泵。事實上，許多自然或是工程用的流體動力系統或多或少有使用無閥式泵來輸送流體。心血管系統的血液流動即為一例，即使心瓣膜失效，血液系統仍可進行一定程度的循。而且脊椎動物胚胎的心臟，早在可辨識的心室和瓣膜發育之前就開始泵血。和單方向的血液流動類似，鳥類呼吸系統在固定的肺臟內將空氣注入體內，生理上也沒有類似閥的組織。在微流控中，製作了無閥的阻抗泵，且預期這類閥特別適合輸送敏感的生物流體。利用壓電效應的噴墨印表機也是用無閥式泵。噴墨時泵腔室因為該方向的流體阻抗小而將墨清空，之後再透過毛细现象填充。

## 規格
泵的規格會用馬力、體積流率、輸出压强（以揚程高度表示）、輸入吸力（以揚程高度表示）。
揚程高度可以表示在大氣壓力下，泵可以提昇水柱的高度。
從初始設計的觀點來看，工程師會用名為比速率（specific speed）的量，來識別針對某流量及以揚程下，某一種泵是否適合。NPSH（Net Positive Suction Head）是有關泵性能很重要的參數，其中包括二個概念：
1. NPSHr（需要的NPSH）：在不出現空蝕現象（cavitation）的條件下，泵運作需要的揚程。
2. NPSHa（可用的NPSH）：系統實際提供的壓力（例如透過儲壓桶）在不出現空蝕現象的條件下，泵運作需要的揚程。

為了理想的泵運作，需讓NPSHa始終大於NPSHr。這可以確保泵運作時，不會出現可能會造成破壞的空蝕現象（cavitation）。

## 泵的功率

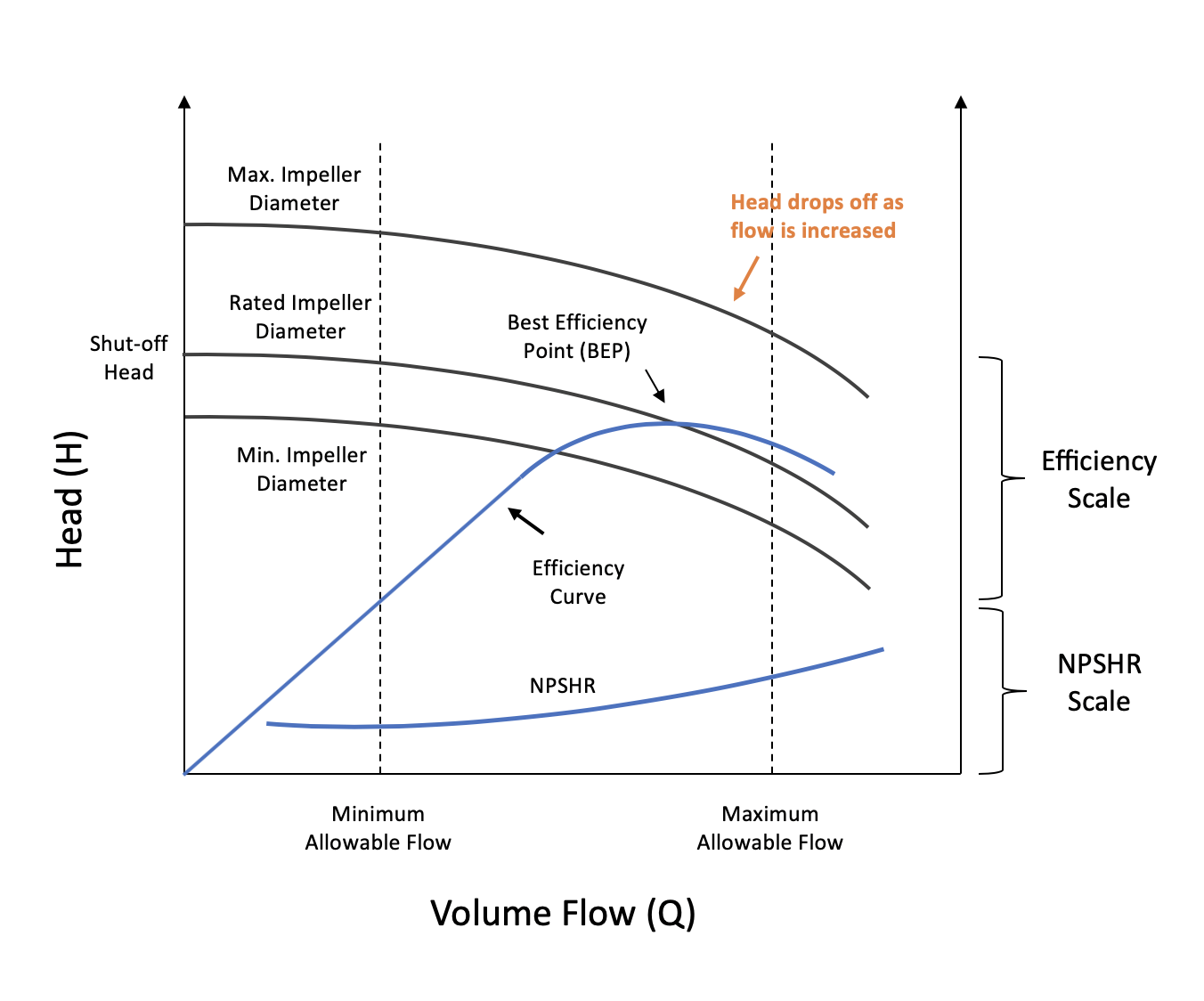
泵特性曲線，其揚程隨著流量增加而減少

泵注入流體內的功率會增加流體的能量。因此其功率關係是泵機制的力學能以及泵內流體元素力學能之間的平衡。這是由一系列聯立微分方程所統御，此聯立微分方程即為纳维-斯托克斯方程。不過在泵內也可以使用較簡化的伯努利定律來描述。因此泵需要的功率P為：
{\displaystyle P={\frac {\Delta pQ}{\eta }}}
其中Δp是入口和出口之間總壓的變化（單位是Pa），Q是流體的體積流率，單位是m3/s。 總壓有重力位能、靜壓和动能的元素。也就是說，能量透過流體引力势能的變化、速度的變化以及靜壓的變化來分配。η是泵的效率，可以從製造商的資訊中得到（例如泵曲線），一般可以由流體動力學模擬（根據泵的幾何求解纳维-斯托克斯方程），也可以用測試求得。泵的效率和泵的組態以及運作條件（像轉速、流體密度以及黏度等）有關
{\displaystyle \Delta p={(v_{2}^{2}-v_{1}^{2}) \over 2}+\Delta zg+{\Delta p_{\mathrm {static} } \over \rho }}
針對典型的泵組態，會對流體作功，因此功是正值。若是流體對泵作用的應用（涡轮发动机），其功為負值。要驅動泵的功率等於輸出功率除以效率。

## 效率
泵的效率定義為給流體的功率除以驅動泵的功率。即使泵固定，效率也不是定值，是輸出流量和揚程冟函數。離心泵的效率隨著流量增加，一直到運作範圍的一半為止（峰值效率或是最佳效率點），之後效率就隨流量減少。這類的泵性能資料會由泵廠商提供，以便客戶選擇泵。泵的效率會隨著時間磨損，而下降（葉輪變小，因此間隙增加）。
若系統中有離心泵時，在設計上需符合泵的「揚程損失-流量特性」，讓泵在接近其最佳效率點運作。
泵效率是重要的指標，需要定期測試。熱力泵測試是其中一種的測試方式。上標

## 外部連結
- ScienceDirect  （页面存档备份，存于）
- openlibrary.org  （页面存档备份，存于）
- 意大利佛罗伦萨科学史博物馆
- 英国国家档案处 （页面存档备份，存于）
- 大英百科全书 （页面存档备份，存于）
- 美国机械工程师协会 （页面存档备份，存于）